# حلبة (تابل)
الحُلْبَة هي توابل تصنع من بذور الحلبة بشكل اساسي، وتعد طعاما تقليديا في اليمن حيث تضاف الى الكثير من الاطباق مثل السلتة والفحسة والمرق، وتستهلك الحُلْبَة في اليمن يوميًّا.

## المكونات
تتكون الحُلْبَة من بذور الحلبة بشكل أساسي إضافة إلى عصير الليمون أو الخل والماء والملح، قد يضاف لها الكزبرة والكمون حسب الذائقة، يتم ترك بذور الحلبة في الماء لبعض الوقت بعدها يتم مزج الحلبة والماء وخلقهم جيدا حتى يصبح المزيج متماسكا وكريميا وبعدها يضاف عصير الليمون أو الخل ويخفق مع الحلبة، وتزيد كمية الحلبة مع زيادة خفقها.

## الانتشار
تنتشر الحُلْبَة في اليمن حيث تعد طبق تقليدي حيث تقدم بجانب الكثير من الاطعمة مثل السلتة والفحسة وتضاف الى العصيد والى المرق، وتنتشر الحلبة في وسط اليهود اليمنيين في اسرائيل.